# Mökkitie Records
Mökkitie Records ist ein finnisches Musiklabel, dass 2012 von Arttu Wiskari, Janne Rintala and Olli Saksa gegründet wurde. Das Label richtet sich speziell an Pop- und Rockmusik. Der Name des Labels lehnt an den Wiskaris ersten Charterfolg aus dem Jahr 2010 an. 
Die erste Veröffentlichung von Mökkitie Records war 2014 das Album Vieras Maa von Antti Railio, das sich in den finnischen Musikcharts 10 Wochen halten konnte. 

## Künstler
- Antti Railio
- Arttu Wiskari
- Aste
- Eini
- Erika Vikman
- Ezmi
- Gabriel Lion
- HesaÄijä
- Juho Ja Mika
- Mariska
- Petri Nygård
- Sami Saari
- Titta